# Tần Minh
Tần Minh (秦明) biệt hiệu Tích Lịch Hỏa (Lửa sấm sét) là một nhân vật hư cấu trong tác phẩm Thủy hử của nhà văn Thi Nại Am. Ông là đầu lĩnh thứ 7 ở Lương Sơn Bạc, được sao Thiên Mãnh Tinh (chữ Hán: 天猛星, tiếng Anh: Fierce Star) chiếu mệnh.

## Xuất thân
Tần Minh quê ở Khai Châu và là đô thống chế ở Thanh Châu (Sơn Đông ngày nay). Ông là người mạnh khoẻ, tính nóng như lửa, tiếng to như sấm nên biệt danh "Tích lịch hoả" cũng từ đó mà ra. Ngoại hình và tính cách của Tần Minh gần giống Trương Phi trong Tam quốc diễn nghĩa. Võ công Tần Minh cao cường, sử dụng cây lang nha bổng (gậy răng sói) muôn người khôn địch.

## Gia nhập Lương Sơn
Tần Minh nghe tin Hoa Vinh phản lại Lưu Cao thì nổi giận lôi đình, tình nguyện đem quân đi trại Thanh Phong để đánh dẹp. Tần Minh đánh nhau bất phân thắng bại với Hoa Vinh, sau đó Hoa Vinh giả bại để dụ Tần Minh. Tần Minh không biết đó là bẫy nên bị mai phục và bị quân lính trại Thanh Phong của Yến Thuận, Vương Anh và Trịnh Thiên Thọ bắt. Tống Giang biết Tần Minh là tướng tài nên đã cố thuyết phục ông ở lại, nhưng ông kiên quyết từ chối và chỉ ở lại trại Thanh Phong một đêm.
Ngay hôm sau, Tần Minh quay lại Thanh Châu, ông thấy khói bốc lên nhưng lại không thấy ai và sinh nghi. Về đến cổng thành, Tần Minh ngạc nhiên khi bị quan Thanh Châu là Mộ Dung Ngạn Đạt gọi là kẻ phản loạn. Tin rằng Tần Minh đã làm phản và giết hại dân chúng, Mộ Dung Ngạn Đạt đã giết cả nhà Tần Minh, sau đó còn bắn tên để ngăn ông về thành.
Tần Minh không còn cách nào khác, đành quay về trại Thanh Phong. Tống Giang hỏi:
"Tần Tổng quản sao chưa về Thanh Châu, lại còn đi đâu mà có một mình vậy ?"
Tần Minh kể:
"Không biết thằng tướng cướp trời tru đất diệt nào giả dạng tôi đem binh đến Thanh Châu đốt rụi nhà cửa, chém giết nhân dân, làm cho Mộ Dung tri phủ chém hết gia quyến của tôi. Khiến cho tôi bây giờ lên trời không nẻo, xuống đất không phương."
Rồi giận dữ gào:
"Nếu có ngày tôi gặp hắn, tôi phải đánh hắn đến gãy nát cây gậy răng sói của tôi mới thôi !"
Lưu Đường và Vương Anh cả sợ, vội quỳ xuống thú nhận đã đóng giả Tần Minh tới Thanh Châu giết người phóng hoả. Tần Minh càng tức, định xông vào đánh nhau với Lưu Đường và Vương Anh. Tống Giang, Hoa Vinh, Yến Thuận và Trịnh Thiên Thọ ngăn ông lại và hết sức cầu xin ông hãy tha cho hai người. Ông nói:
"Tôi ghi nhận lòng tốt của các ông muốn lưu tôi ở lại chốn này, song chỉ thiệt riêng cho tôi, là vợ con chết cả, không còn lấy chi làm thú đời, như thế phỏng có độc địa ác tâm không ?"
Tống Giang nói:
"Hiện tại Hoa tri trại có một người em gái tư chất hiền thục, vẻ người phong lưu đẹp đẽ. Nếu tổng quản ưng thuận, thì xin chọn ngày lành tháng tốt cưới Hoa Nhị Nương về cho tổng quản, ngài nghĩ sao ?"
Tần Minh nghe nói, đổi ý chấp nhận ở lại trại Thanh Phong. Theo yêu cầu của Tống Công Minh, ông trở lại Thanh Châu và thuyết phục thành công Hoàng Tín cùng quy thuận Lương Sơn. Sự quy thuận của Hoàng Tín tạo điều kiện cho quân Lương Sơn phá được Thanh Châu.

## Trá hàng tướngHô Diên Chước, giết Mộ Dung Ngạn Đạt
Sau khi Lương Sơn thu phục được Hô Diên Chước, Tần Minh theo lệnh Tống Giang ăn mặc như lính trá hàng vào quân của Hô Diên Chước và đến Thanh Châu. Nhờ có Dương Chí mai phục trong thành, quân Hô Diên Chước dễ dàng chiếm được thành. Dương Chí bắt được Mộ Dung Ngạn Đạt giao cho Tần Minh giết để báo thù cho gia đình mình.

## Chiêu an và tử trận
Sau khi gia nhập Lương Sơn, Tần Minh là một trong ngũ hổ tướng Lương Sơn Bạc (cùng với Lâm Xung, Hô Diên Chước, Quan Thắng và Đổng Bình). Tần Minh vốn tính nóng nảy, luôn xung phong đánh trận đầu, song cũng nhờ đó mà lập nhiều công lao. Sau khi chiêu an, Tần Minh cùng với nghĩa quân Lương Sơn tham gia các chiến dịch đánh Liêu, Điền Hổ, Vương Khánh, Phương Lạp.
Song không may, trong trận Thanh Khê, Tần Minh đánh tay đôi với tướng Phương Kiệt bên Phương Lạp, tướng Đỗ Vi thấy Phương Kiệt không thắng nổi bèn phóng phi đao. Tần Minh trông thấy phi đao vội tránh nhưng không thể tránh được kích của Phương Kiệt và bị đâm chết.
Theo phim truyền hình Thủy hử năm 1998 thì Tần Minh chết vì bẫy và loạn tiễn khi băng qua đồi Ô Long. Theo bản phim năm 2010 thì Tần Minh chết vì bị đá rơi trúng đầu khi đang liều mạng phá cổng thành.

## Trong Đãng Khấu Chí
Tại hồi thứ 49, Từ Hổ Lâm nhận chức tri huyện Vận Thành, trước dùng lễ lên Lương Sơn phủ dụ, sau điều binh tấn công Lương Sơn, tiên phong là Nhan Thụ Đức - anh họ Tần Minh. Từ Hổ Lâm khéo dùng kế dụ Tần Minh vào thế tiến thoái lưỡng nan, Tần Minh đại chiến với Thụ Đức trên núi Đạo Long. Đánh đến 130 hiệp, vì ngựa mệt nên cả 2 xuống đánh bộ. 
Quả một trận quyết chiến kinh thiên động địa, Tích Lịch Hỏa sát khí đằng đằng, Nhan Thụ Đức thần uy hăng hái, đánh đến 240 hiệp. Tần Minh khí thế có phần sút kém, dần không phải là đối thủ của Thụ Đức.
Đến hiệp 400, Nhậm Sinh hú lên một tiếng, tế ngựa vung thương chặn bổng của Tần Minh. Tần Minh trở tay không kịp, bị Nhan Thụ Đức đưa đao từ phía dưới chém lên, Tích Lịch Hỏa lăn lôn lốc từ trên đỉnh núi xuống, đầu óc vỡ toang.

## Trong điện ảnh
Trong phim Thủy hử năm 1998, nhân vật Tần Minh do diễn viên Vương Văn Thăng (王文升, Wang Wensheng) thủ vai.
Trong phim Thủy hử năm 2011 (Tân thủy hử), nhân vật Tần Minh do diễn viên Triệu Thu Sinh (赵秋生, Zhao Qiusheng) thủ vai.